# Mamelle

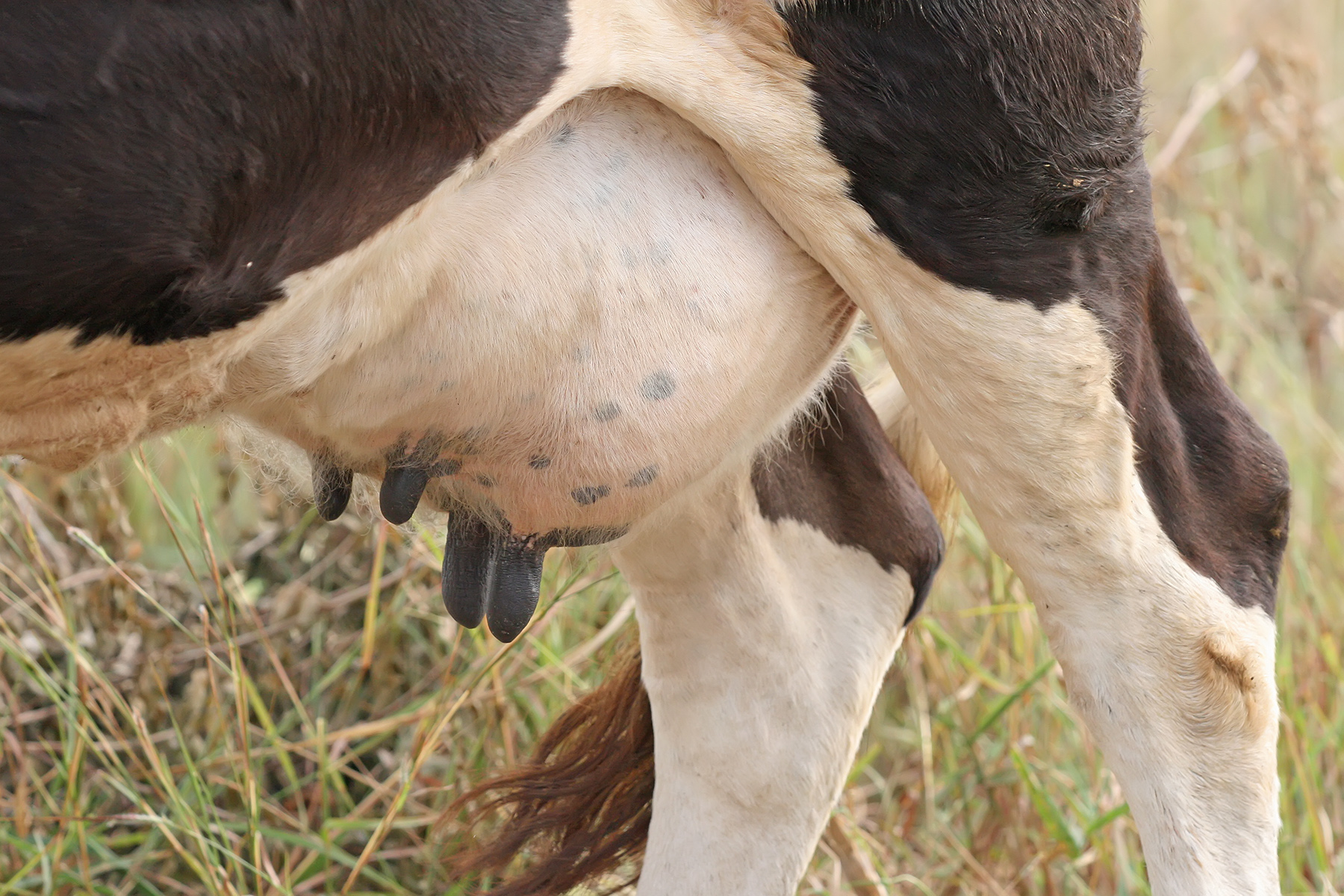
Mamelle de vache et ses quatre trayons.

« Mammaire » redirige ici. Pour les articles homophones, voir Mamère, Mamert et Ma mère.
Pour les articles homonymes, voir Mamelle (homonymie).

## En anatomie
En anatomie, la mamelle est la partie charnue des mammifères femelles, notamment des ruminants, mais aussi des marsupiaux,  cétacés, chauves-souris, primates, etc., où se produit le lait et qui sert à l'allaitement. La mamelle, qui pend sous l’animal, contient une ou plusieurs paires de glandes mammaires sécrétrices du lait, distribuées soit sous la forme de paires isolées soit en nombre variable le long de cordons positionnés symétriquement sur la partie ventrale du corps. Le nombre de paires de glandes mammaires varie selon les espèces. Par exemple :

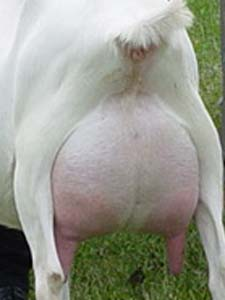
Mamelle de chèvre et ses deux trayons.

- une paire pour la jument, la daine, la brebis, la chèvre ou la femme
- deux paires pour la vache ou la chamelle
- trois paires pour la hase (femelle du lièvre), l’ours brun ou la musaraigne
- trois ou quatre paires pour l’écureuil
- quatre paires pour la chatte
- quatre ou cinq paires pour la lapine
- cinq paires pour la chienne ou la souris
- six paires pour la rate
- cinq à huit paires pour la truie
- et jusqu'à douze paires pour des mammifères insectivores comme le tenrec de Madagascar[3].

Quand un mammifère possède une seule paire de glandes mammaires ou deux paires reliées entre elles, on dit que celui-ci possède une mamelle. Quand le mammifère possède plusieurs paires de glandes mammaires, on dit qu’il a autant de mamelles que de paires : on parle ainsi des mamelles de la chatte, de la chienne ou de la truie.
Chaque glande mammaire comporte un trayon en forme de doigt qui, compressé, permet d’extraire le lait. Le nombre de trayons est donc en théorie identique au nombre de glandes mammaires, mais ce n’est pas toujours le cas :
- une vache peut avoir en apparence cinq (ou six...) trayons. En réalité, elle possède quatre trayons vrais et un (ou deux...) faux-trayons. Dans la plupart des cas, on ne peut pas tirer du lait d'un faux-trayon, bien qu’un faux-trayon puisse, dans de très rares cas, être relié à une glande mammaire. Les faux-trayons posant des problèmes de traite mécanique, ils sont en général  supprimés chirurgicalement. L'amélioration génétique des vaches et la sélection permet de réduire la présence de faux-trayons.
- à l'inverse, une vache peut n’avoir seulement que trois trayons vrais, ce qui est devenu extrêmement rare. On dit alors que la vache est « manquette » d'un quartier, terme utilisé également quand l’une des glandes mammaires  perd sa fonctionnalité (par exemple à la suite d'une mammite grave).

En anatomie toujours, le terme « pis » peut être utilisé pour désigner la mamelle des mammifères domestiques.

## Dans le langage courant (mammifères domestiques)
En général, les éleveurs de mammifères domestiques utilisent les termes « mamelle » et « pis » dans le même sens que les anatomistes : pour eux, il est erroné de parler « des mamelles » ou « des pis » d’une vache ; la vache a une seule mamelle, qui comporte quatre « quartiers », terme utilisé pour les glandes mammaires, et donc quatre trayons. Mais on trouve aussi le terme « mamelle » utilisé dans le sens de paire de glandes mammaires, sinon de glande mammaire isolée. De même, le terme pis est souvent utilisé au sens de « trayon » par certains éleveurs et par le grand public. Il est ainsi correct de parler des quatre pis d'une vache, même si l'expression est inexacte d'un strict point de vue scientifique ou professionnel.

## Autres utilisations du terme
Le terme était autrefois utilisé :
- pour le sein de la femme, comme dans l’expression « enfant à la mamelle »
- au sens de principe nourricier, comme dans la phrase de Sully « Labourage et pâturage sont les deux mamelles dont la France est alimentée, les vraies mines et trésors du Pérou »[5], celle de Roger Fournier « Religion et tradition sont les mamelles des Canadiens »[6] ou dans les vers célèbres :

« France mère des arts, des armes et des lois,
 tu m'as longtemps nourri du lait de ta mamelle. ».